# Машоналенд
Машоналенд (англ. Mashonaland) — регион в северной части Зимбабве, на границе с Замбией и Мозамбиком. Родная территория народа Машона. Включает в себя четыре провинции:
- Западный Машоналенд
- Центральный Машоналенд
- Восточный Машоналенд
- Хараре

Площадь региона — около 118 000 км², на которых проживает около 4 миллионов человек (2012 год). Большинство населения — банту, говорящие на языке шона. За исключением жаркой низменной долины Замбези, Машоналенд расположен довольно высоко и имеет умеренные температуры; большая часть территории довольно плодородна, здесь выращивают кукурузу, пшеницу, табак, хлопок и другие культуры, а также занимаются скотоводством. В районе ведется добыча полезных ископаемых, в том числе золота, хрома и никеля. Промышленность практически отсутствует за пределами Хараре, единственного крупного города.